# Viscount Knollys

Wappen der Viscounts Knollys

Viscount Knollys, of Caversham in the County of Oxford, ist ein erblicher britischer Adelstitel in der Peerage of the United Kingdom.
Stammsitz der Familie ist Bramerton Hall bei Norwich in Norfolk. Der Name Knollys wird „Noles“ [noəlz] ausgesprochen.

## Verleihung und nachgeordnete Titel
Der Titel wurde am 4. Juli 1911 für Francis Knollys, 1. Baron Knollys geschaffen. Dieser war seit 1870 Privatsekretär des britischen Königs Edward VII., zunächst als dieser Prince of Wales und damit Thronfolger war, dann während dessen Regierungszeit. Ihm war bereits am 21. Juli 1902 der fortan nachgeordnete Titel Baron Knollys, of Caversham in the County of Oxford, verliehen worden.
Heutiger Titelinhaber ist dessen Urenkel Patrick Knollys als 4. Viscount.

## Liste der Viscounts Knollys (1911)
- Francis Knollys, 1. Viscount Knollys (1837–1924)
- Edward George William Tyrwhitt Knollys, 2. Viscount Knollys (1895–1966)
- David Francis Dudley Knollys, 3. Viscount Knollys (1931–2023)
- Patrick Nicholas Mark Knollys, 4. Viscount Knollys (* 1962)

Titelerbe (Heir apparent) ist der Sohn des jetzigen Viscount, Hon. Alexander Edward Somerset Knollys (* 2000).